# ティチーノ州地域鉄道/アルプス山麓鉄道ABe4/6形電車

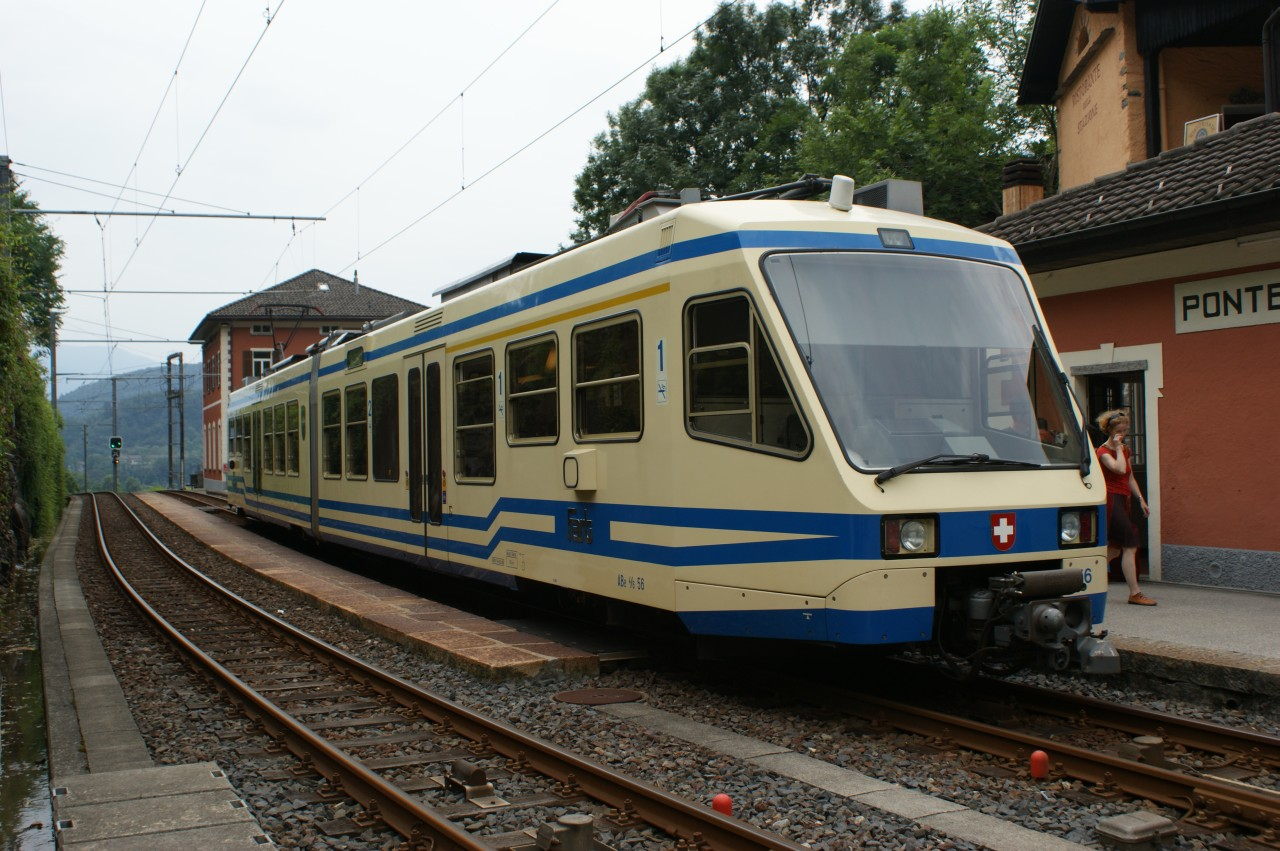
FARTのABe4/6 56号機、ポンテ・ブロラ駅に停車中

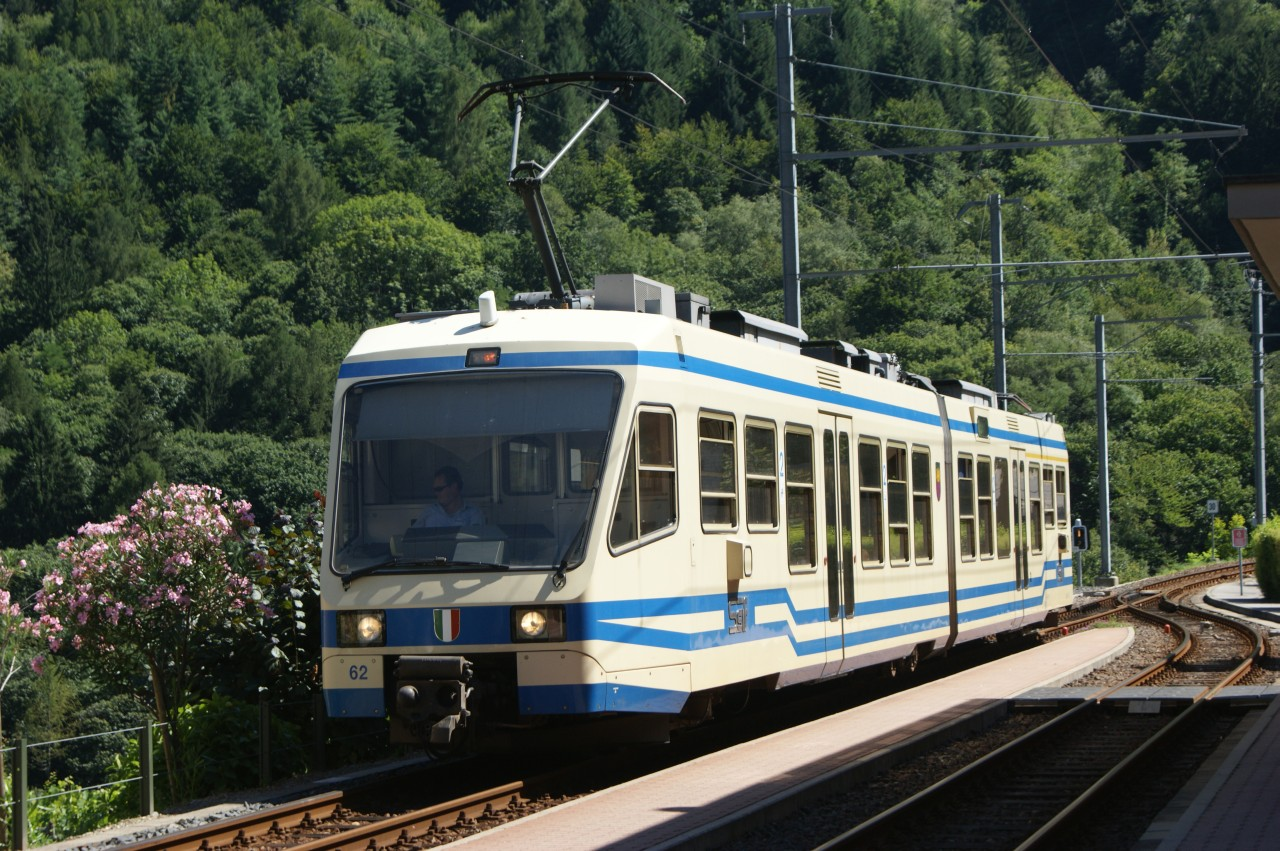
SSIFのABe4/6 62号機、イントラーニャ駅

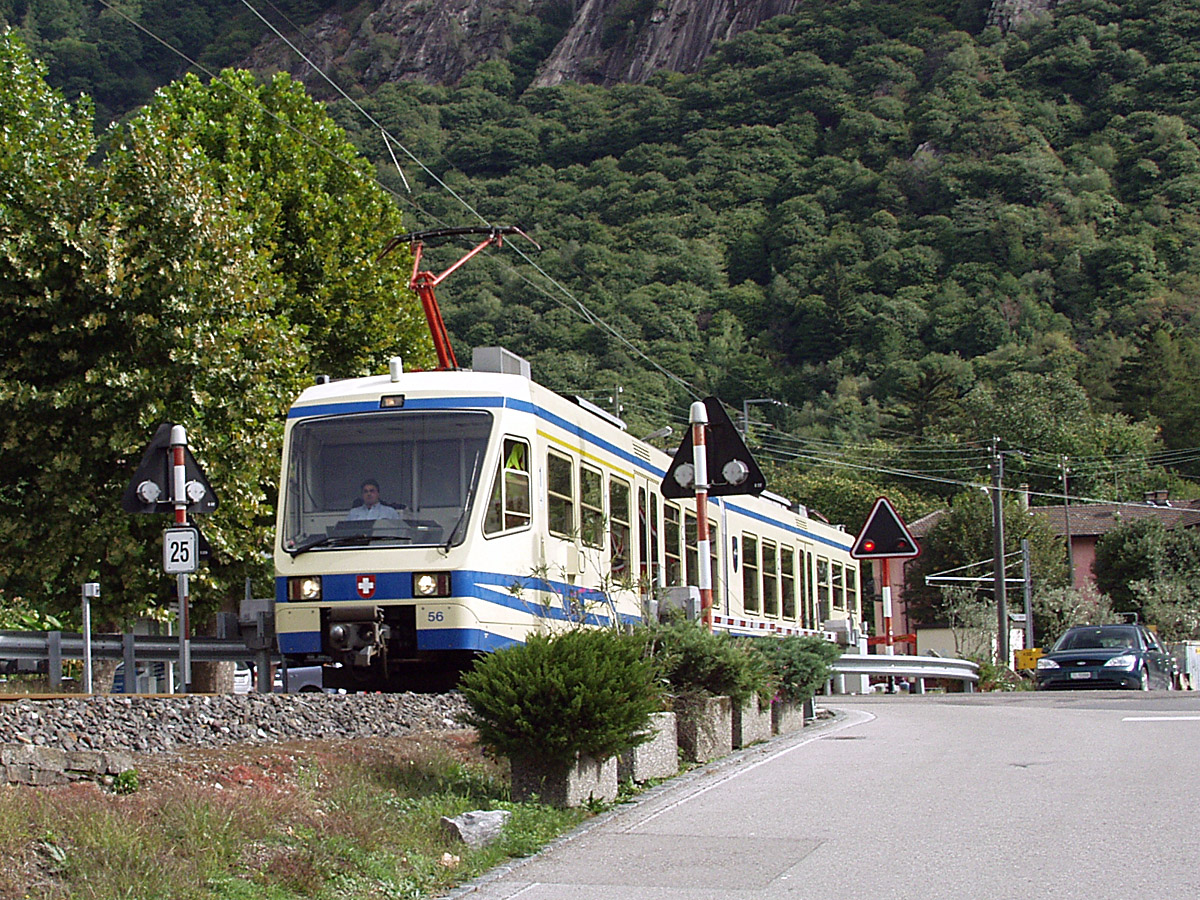
FARTのABe4/6 56号機、ポンテ・ブロラ付近

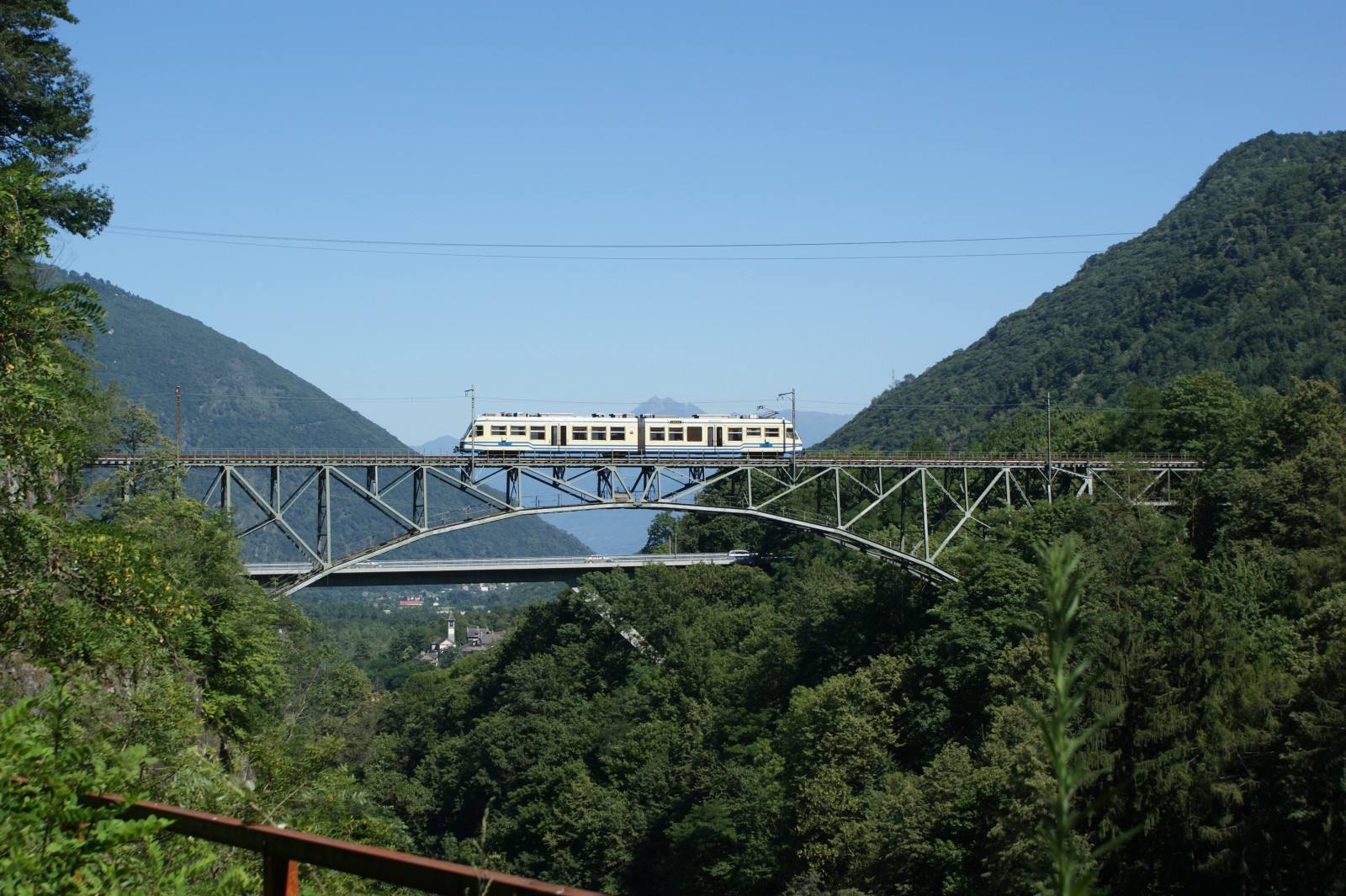
FARTのABe4/6 52号機、イントラーニャのイソルノ川の鉄橋を渡る

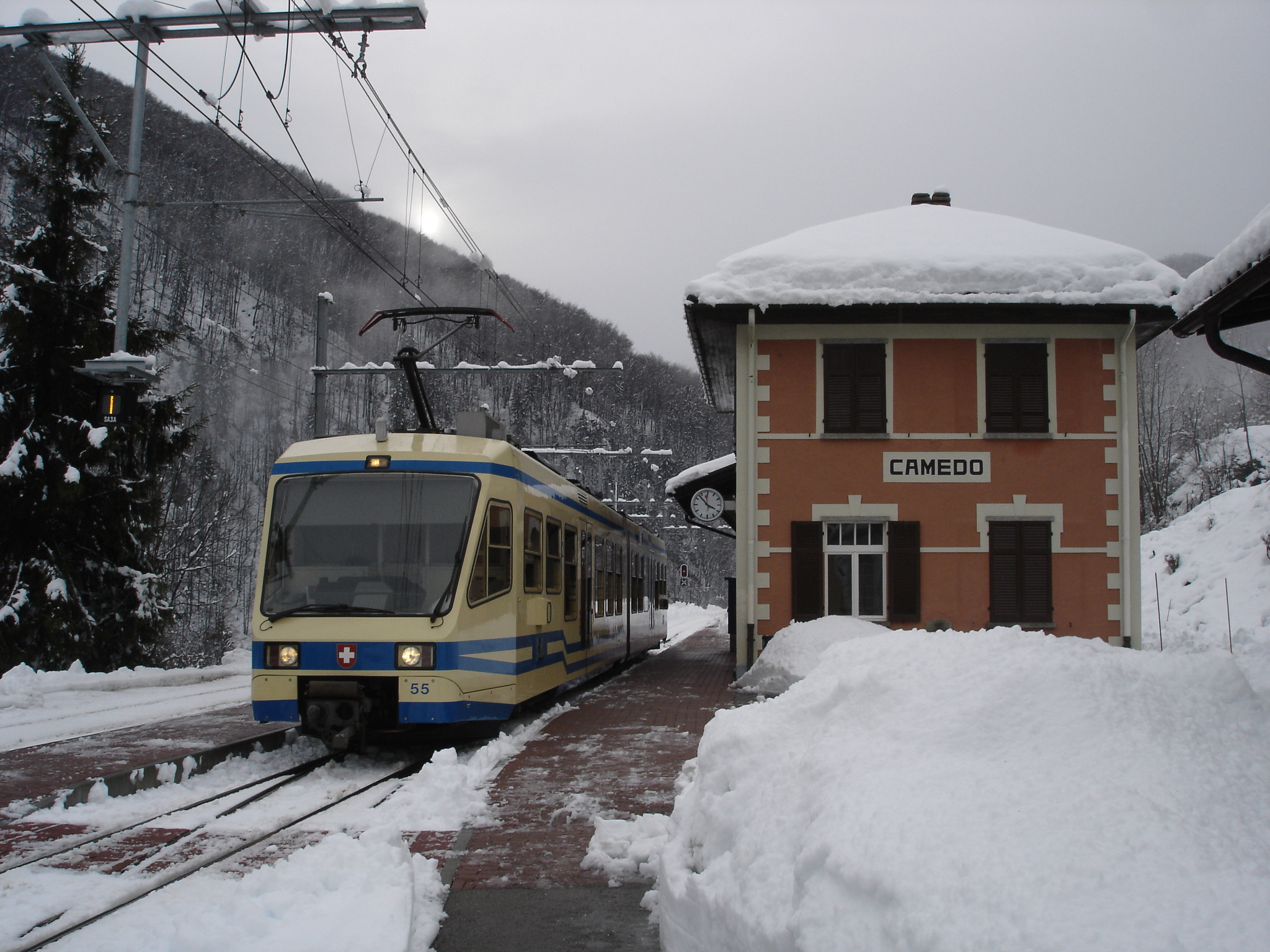
FARTのABe4/6 55号機、ロカルノ駅に停車中

ティチーノ州地域鉄道ABe4/6形電車（ティチーノしゅうちいきてつどうABe4/6がたでんしゃ）およびアルプス山麓鉄道ABe4/6形電車（アルプスさんろくてつどうABe4/6がたでんしゃ）は、チェントヴァッリ鉄道（Centovallibahn）で使用される山岳鉄道用部分低床式電車である。チェントヴァッリ鉄道はスイス南部のティチーノ州地域鉄道（Ferrovie Autolinee Regionali Ticinesi(FART)）およびイタリア北部のアルプス山麓鉄道（Società subalpina di imprese ferroviarie(SSIF)）の2社が運営しているため、同型の電車が2社に在籍している。
なお、本稿では同形機であるAe4/6形および本機体を改造したABe4/8形についても記述する。

## 概要
本機はイタリア語で”100の谷”を意味するスイス南部のロカルノとイタリア北部のドモドッソラを結ぶ1000mm軌間の路線であるチェントヴァッリ鉄道に1992、93年に12編成24両が投入された2車体連接式の電車で、同鉄道を運営するスイス側のティチーノ州地域鉄道が1/2等合造のABe4/6形6編成と1等のみのAe4/6形2編成を、イタリア側のアルプス山麓鉄道が1/2等合造のABe4/6形4編成をそれぞれ導入している。なお、ABe4/6形とAe4/6形はいずれも客室等級の違いにより一部座席配置が異なるのみの同型の機体であったが、Ae4/6形は後に座席配置を変更してABe4/6形に改造されている。製造は車体、台車の製造をACM VeveyおよびSIG、電機部分、主電動機の製造をABBが担当しており、VVVF制御方式で、低床部の床面高さを530mmとしたバリアフリー対応の機体である。所属ごとの各機体の形式名と機番、製造年、機体名（主に沿線の街の名前）は以下の通り。
- FART所属機
  - ABe4/6 51 - 1992年 - Locarno
  - ABe4/6 52 - 1992年 - Muralto
  - ABe4/6 53 - 1992年 - Ascona
  - ABe4/6 54 - 1992年 - Intragna
  - ABe4/6 55 - 1992年 - Vallemaggia
  - ABe4/6 56 - 1992年 - Lago Maggiore
  - Ae4/6 57（ABe4/6 57） - 1992年 - Città di Berna
  - Ae4/6 58（ABe4/6 58） - 1992年 - Losanna
- SSIF所属機
  - ABe4/6 61 - 1993年 - Santa Maria Maggiore
  - ABe4/6 62 - 1993年 - Re
  - ABe4/6 63 - 1993年 - Malesco
  - ABe4/6 64 - 1993年 - Druogno

## 仕様

### 車体
- 車体は車軸配置Bo'2'Bo'で、ロカルノ側の車体が2台車ボギー式、ドモドッソラ側の車体を編成端側にのみ台車を装備し、連結側はロカルノ側の車体で支持する片持式としたの2車体連接で、両端台車上部以外を床面高530mmの低床、両端台車上部を床面高900mmとした低床化率60%の部分低床式となっており、乗降口は低床部に押ボタン開閉で両開の電気式プラグドアが1両あたり片側1箇所ずつ設置され、高床部へはステップ2段を介して昇降する。なお、この構成はジュネーヴ公共交通[3]のBe4/6 801-826形[4]をベースとしたものである。
- 前部は両側面と上面から大きく絞り込まれ、大型曲面ガラスを使用した流線形スタイルとなっており、先頭下部には車体と一体となったスカートを装着する。また、側面は屋根肩部を上部に延長した形態となっており屋根上機器が一部隠れるようになっている。窓扉配置は121D3（運転室窓-高床部窓-低床部窓-乗降扉-低床部窓）×2車体となっており、側窓は上段下降式のアルミ枠の2段窓で低床部の窓も上辺を高床部のものと揃えた大型のもので、ドモドッソラ側の車体の低床部中央の窓上に側面行先表示器が設置されている。
- ABe4/6形の室内はドモドッソラ側の車体の乗降扉より先頭側を1等室、連結側の扉横に大型便所と手荷物スペースとし、残りの部分を2等室としており、Ae4/4形は全室を1等室としている。客室と出入口部のデッキとは大型窓および横引扉付の仕切りで仕切っているが、車体間は車体全周に渡る連結幌で連結されており、仕切りのない1つの客室となっている。
- ABe4/6形の座席は1等室は1+2列、2等室とも2+2列の4人掛けの固定式クロスシートでヘッドレストと一部折畳式の肘掛付のものが用意され、1、2等ともシートおよびシートピッチは同一で配列のみ異なっている。1等室は高床部2ボックスと低床部1ボックスで、2等室はロカルノ側の車体が高床部2ボックスと低床部3ボックスと2列で、従台車上部のみ1段高い位置に設置されて配列も変則的となっており、ドモドッソラ側の車体は低床部2ボックスとなっている。
- Ae4/6形は全室1等室であるが基本的な座席配置はABe4/6形と同一で、ABe4/6形では2等室の部分については一部座席を省略した2+2列配置と1+2列の混成配置としており、後にABe4/6形に改造された際にも座席配置はそのままとなっており、他の機体と座席定員が異なっている。
- 運転室は中央右寄りに運転台が設置されており、計器盤は2面折式で正面に速度計などの計器類が、左脇面に液晶ディスプレイなどの表示器やスイッチ類が設置され、マスターコントローラーは近年の欧州の電車で一般的な右側ワンハンドル式のものが設置されている。なお、本機は正面を絞り込んだ形状のため、スイス車両標準の運転室側面のバックミラーは装備されず、代わりに客室側面に後方監視用のビデオカメラが設置され、運転室にモニタ画面が設置されている。また、運転室後部は大型ガラスとされ客室からの前面展望にも配慮している。
- 正面窓は大型の1枚曲面ガラスで、その下部左右の2箇所に小形の丸型前照灯と角型尾灯のユニットが、上部に小形の角型前照灯が設置されており、連結器は電機連結器付の+GF+式[5]自動連結器、台車先頭部には小型のスノープラウが設置されている。
- 車体塗装はクリーム色をベースに側面窓下に2本と窓上に1本の青帯が入り、正面下部を青としたもので、窓下のものは床面高さに合わせで段がついており、正面では1本にまとめられている。なお、1等室の窓上には黄色の細帯が入っている。
- 側面には窓下青帯の先頭側台車の位置に"FART"もしくは"SSIF"のステンレスの切抜文字が、ロカルノ側の車体の連結面寄に機体名のエンブレムが設置されており、正面には窓下青帯の前照灯間にティチーノ州地域鉄道所属機はスイスの、アルプス山麓鉄道所属機はイタリアのそれぞれ国旗のエンブレムが設置され、車体下部連結器横部に機番が入る。
- 室内は壁面および天井面をベージュ、デッキ部の床面を茶色、客室の床面を赤紫色としたもので、座席はグレーをベースに赤系のグラデーションの縦ラインが入るデザインである。

### 走行機器

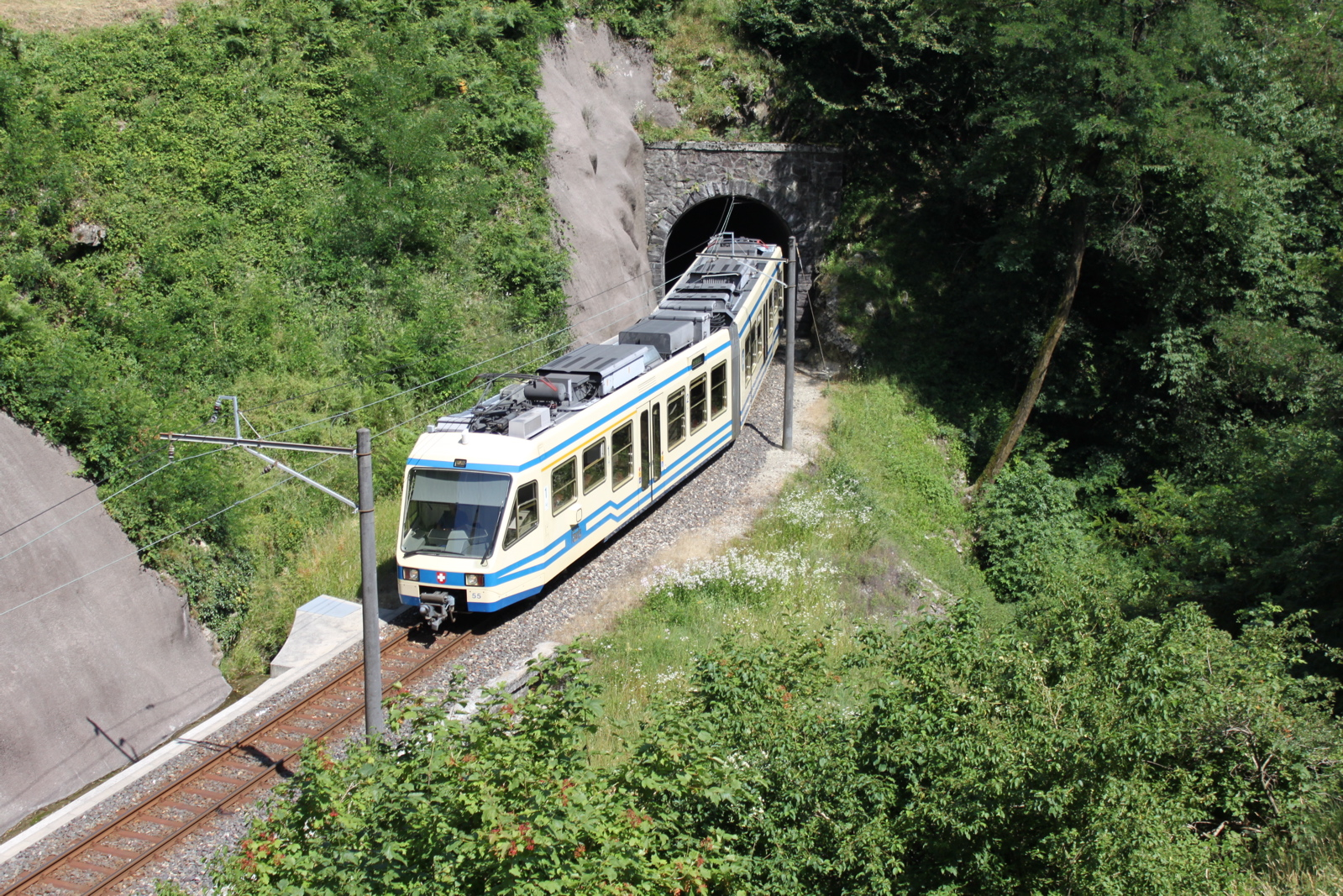
ABe4/6 55号機、主要機器は屋根上に搭載される

- 本機は2車体3台車の連接式であるが、両先頭台車が通常のボギー式で駆動装置付、中間台車は600mmの小径車輪式の従台車で、ドモドッソラ側の車体はロカルノ側の車体に載り掛かる片持式とすることで低床部の床面積を確保している。
- 制御方式はスイス連邦鉄道（スイス国鉄）のBem550形ディーゼル兼用電車と同シリーズのGTOサイリスタを使用したVVVFインバータ制御で、3相誘導電動機4台を駆動し、1時間定格牽引出力640kW、最高速度80km/hの性能を確保し、主電動機の冷却は自己通風式であるが冷却気は屋根上から採り入れる方式としている。
- 主電動機は台車枠に装荷され、そこから2段で減速された後、車軸に装備された中空軸とのリンク式の駆動装置で動輪に伝達される方式で、動台車には砂箱が設置されている。
- 主制御機などの主要機器類はすべて屋根上に設置され、パンタグラフは先頭寄りにシングルアーム式のものが各1基が設置されている。
- ブレーキ装置は主制御器による回生ブレーキのほか油圧ブレーキ、バネブレーキを装備する。
- 台車は動台車は軸距2000mm、動輪径750mm、従台車は軸距1350mm、動輪径600mmの鋼板溶接組立式ボルスタレス台車で、軸箱支持方式は軸梁式、枕バネは空気バネ、軸バネはコイルバネでオイルダンパ付である。また、基礎ブレーキ装置は油圧式のディスクブレーキで、動台車は駆動装置の中空軸に1枚、従台車は車輪両外側に各1枚ディスクが設置されている。

### 主要諸元
- 軌間：1000mm
- 電気方式：DC1350V 架空線式
- 軸配置；Bo'2'Bo'
- 最大寸法：全長31900mm、車体幅2650mm、車体高3315mm、パンタグラフ折畳高4200m
- 床面高：530mm（低床部）、900mm（高床部）
- 軸距：2000mm（動台車）、1350mm（従台車）
- 車輪径：750mm（動輪）、600mm（従輪）
- 自重：42.5t
- 定員
  - ABe4/6：164名、うち1等座席18名、2等座席64名
  - Ae4/6：150名、うち1等座席75名（改造後1等座席20名、2等座席59名）
- 走行装置
  - 主制御装置：VVVFインバータ制御
  - 主電動機：3相誘導電動機×4台
  - 1時間定格出力：640kW
- 最高速度：80km/h
- ブレーキ装置：回生ブレーキ、油圧ブレーキ、バネブレーキ

## ABe4/8形

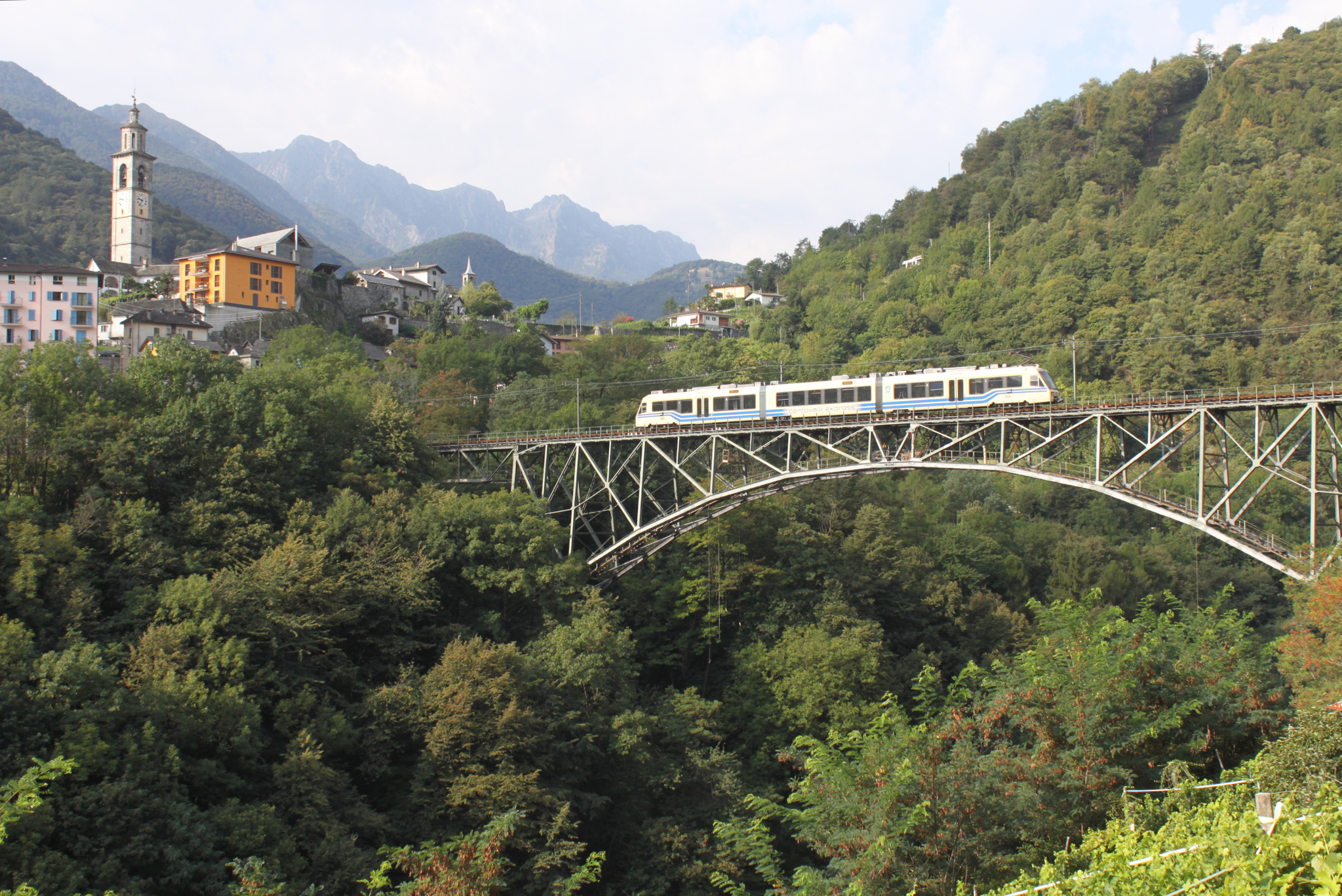
イントラーニャの鉄橋を渡るABe4/8形、中間車体を追加

チェントヴァッリ鉄道の全線直通列車の約半数は観光列車としてアルプス山麓鉄道が所有するパノラマ列車であるABe12/16形および予備機であるABe8/8 24号機による運行となっているが、ティチーノ州地域鉄道ではパノラマ列車を使用しない残りのロカルノ - ドモドッソラ直通列車にも輸送力増強を目的とした専用車両を使用することとなり、2011年にABe4/6形の中間に1車体を追加して3車体とし、車両内外を更新したABe4/8形45-48号機が用意されている。各機体の改造前形式、機番、改造後形式、機番、改造年、機体名は以下の通り。
- ABe4/6 55 - ABe4/8 45 - 2011年 - Vallemaggia
- ABe4/6 56 - ABe4/8 46 - 2011年 - Lago Maggiore
- ABe4/6 57 - ABe4/8 47 - 2011年 - Città di Berna
- ABe4/6 58 - ABe4/8 48 - 2011年 - Losanna

### 仕様
- 新たに製造された中間車体は、両先頭車と車体断面等同一形態のもので、ボンバルディア・トランスポーテーションで製造されたもので、従来車同様の片持ち式の連接車となっており、同様にドモドッソラ側はロカルノ側の車体に載り掛かり、ロカルノ側に従台車を持つ構造となっている。
- 中間車体は乗降扉のない全室2等室のもので、この車体の追加により座席定員が従来の82名から120名となっている。
- 従来の両先頭車も併せて車内外の更新がなされており、座席、照明、空調が更新され、手荷物スペースおよび1等室座席にはコンセントが設置されているが、運転室はほぼ原形のままとなっている。
- 車体塗装はクリーム色をベースに側面の窓下に2本の青帯が入り、窓周りを黒としたもので、中間車体の側面下部には"centovalli express"のロゴが入れられている。正面は当初前面クリーム色で前照灯間にスイス国旗の紋章が入るのみであったが、現在ではこの紋章の両側に青とクリームのグラデーションの帯が2本と、その上に"centovalli express"のロゴが追加されている。なお、社名、機体名の紋章、機番等の配置は従来機と同様となっている。

## 運行

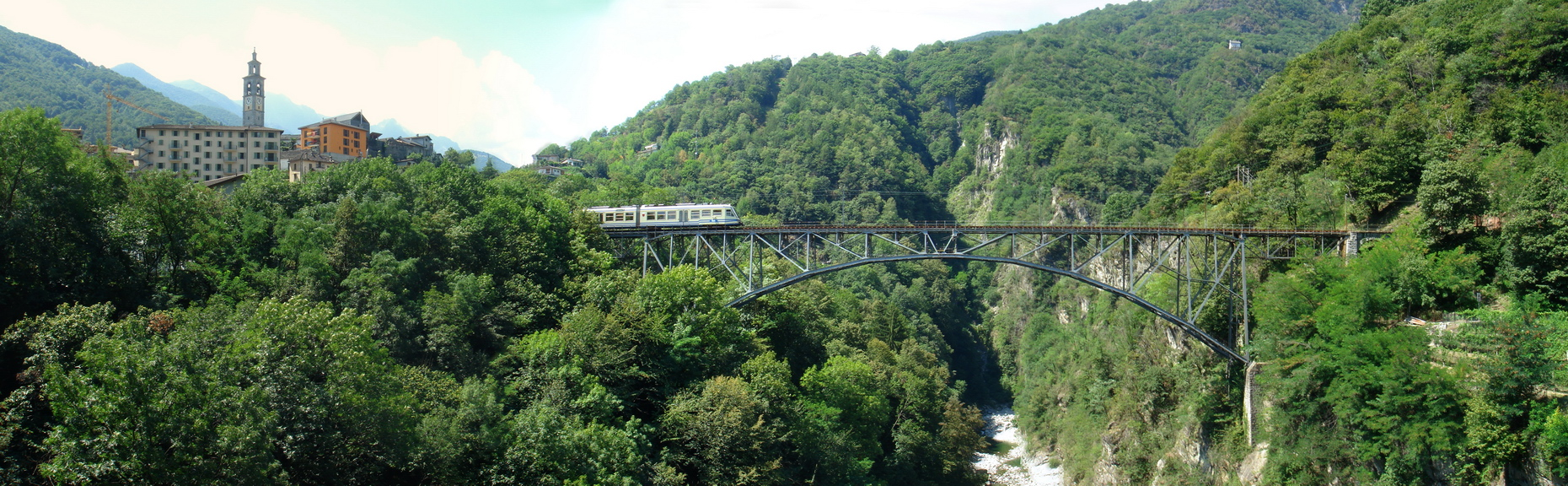
沿線随一の名所であるイントラーニャの鉄橋を渡るABe4/6形

- イタリア語で”100の谷”を意味するチェントヴァッリ鉄道は全長52km、高度差635m、最急勾配61パーミル（粘着区間）、最高高度831m、最低高度196mで、スイスのティチーノ州マッジョーレ湖畔のロカルノからチェントヴァッリ渓谷を途中カーメドで国境を越えてイタリアのピエモンテ州ドモドッソラまでの山岳路線であり、フルカ・オーバーアルプ鉄道[6]のフルカベーストンネルが開通するまでは、通年で通行可能な唯一のアルプス横断鉄道ルートであった。
- 本機はチェントヴァッリ鉄道の全線で使用され、単独の2両編成もしくは2編成を連結して重連で運用されるが、連結器が異なるため他形式との併結や客車の牽引は行われない。また、FART所属機とSSIF所属機は運用が分かれており、通常は混結されない。
- 2車体のABe4/6形は主に各鉄道の区間列車用として、3車体のABe4/8形は全線直通の急行列車であるチェントヴァッリ急行として運行されている。